# Тонджак (станция метро)
«Тонджак» (кор. 동작역) — пересадочная станция Сеульского метро на Четвёртой и Девятой (экспресс и локальная ветки) линиях, представленная наземной станцией на 4 линии и подземной — 9 линии. Она представлена двумя боковыми платформами на 4 линии и двумя островными — 9 линии (по одной для экспресс и локальной веток). Станция 4 линии обслуживается транспортной корпорацией Сеул Метро (Seoul Metro), на 9 линии — транспортной корпорацией Девятая линия Сеул Метро (Seoul Metro Line 9 ). Расположена в кварталах Тонджак-дон района Тонджакку города Сеул (Республика Корея). На станции установлены платформенные раздвижные двери.
Пассажиропоток — н/д.
Станция на 4 линии была открыта 18 октября 1985 года, на 9 линии — 24 июля 2009 года.
Открытие станции было совмещено с открытием участка Четвёртой линии Хехва—Садан длиной 16,5 км и еще 13 станцийː Хехва (420), Тондэмун, Исторический и культурный парк Тондэмун, Чхунъмуро, Мён-дон, Хвехён, Сеул, Женский университет Соокмюнъ, Самгакджи, Синёнъсан, Ичхон, Ису (Университет Чхонъсхин) и Садан (433).
В непосредственной близости расположено Национальное кладбище Кореи (выход 4).
|                                 |
| платформа станции девятой линии |